# 巴山卫矛
巴山卫矛（学名：Euonymus pashanensis）为卫矛科卫矛属的植物，是中国的特有植物。分布在中国大陆的陕西等地，生长于海拔1,420米的地区，常生于林中，目前尚未由人工引种栽培。